# خوزه خسوس مارکز
خوزه خسوس مارکز سانچز (اسپانیایی: ٰJosé Jesús Márquez Sánchez) ورزشکار تکواندوکار اسپانیایی است.
وی دو بار قهرمان جهان (سال ۱۹۹۵ و سال ۱۹۹۷) و پنج بار قهرمان ملی کلاس سبک‌وزن (از سال ۱۹۹۴ تا سال ۱۹۹۸) شده‌است. در مسابقات قهرمانی تکواندو جهان ۱۹۹۵در مانیل، مارکز موفق شد در کلاس سبک‌وزن (زیر ۷۶ کیلوگرم) مدال طلا را با شکست دادن ژان لوپز، بزرگترین فرد از خواهر و برادران لوپز، در بازی نهایی بدست آورد.